# Roller skating de Gujan-Mestras
Il Roller skating de Gujan-Mestras è un club di hockey su pista avente sede a Gujan-Mestras in Francia .

Il club è stato fondato nel 1929.

## Palmarès

### Titoli nazionali
- Campionato francese: 7
  - 1964-65, 1966-67, 1968-69, 1972-73, 1980-81, 1987-88, 1989-90.